# Jean-Pierre Grasset
Pour les articles homonymes, voir Grasset.
Jean-Pierre Grasset, né le 29 juillet 1951 au Blanc-Mesnil et mort le 6 mars 2001 à Bayonne, est un réalisateur français.

## Biographie
Jean-Pierre Grasset a quitté Paris en 1996 pour le Pays basque où il a réalisé plusieurs documentaires sur la culture de la région et fondé la société de production Atlan Films.

## Filmographie

### Courts métrages
- 1987 : La Traverse
- 1999 : Ama

### Longs métrages
- 1987 : Ubac (sélection Perspectives du cinéma français, Festival de Cannes 1986)[3]
- 2001 : Lokarri